# Катехізис польської дитини
«Катехізис польської дитини» (пол. Katechizm polskiego dziecka) — патріотичний вірш польського поета Владислава Белзи. Складений у 1900 році та вперше опублікований в 1901 році в однойменній збірці.

## Історія
Вірш «Wyznanie wiary dziecięcia polskiego» (укр. Символ віри польської дитини), що пізніше здобув відомість під видозміненою назвою, Владислав Белза написав в 1900 році у Львові, з присвятою своєму п'ятирічному хреснику Людвику Вольському, сину відомої поетеси Марилі Вольської та її чоловіка, Вацлава Вольського.
В період існування Другої Польської Республіки «Катехізис польської дитини» обов'язково вивчався у польських школах.
З 1951 до 1990 року твір підлягав цензурі та підлягав негайному вилученню з бібліотек..

## Виноски
1. ↑  Архівована копія. Архів оригіналу за 20 вересня 2012. Процитовано 26 березня 2015.{{cite web}}:  Обслуговування CS1: Сторінки з текстом «archived copy» як значення параметру title (посилання)
2. ↑  Cenzura PRL, posłowie Zbigniew Żmigrodzki, Wrocław 2002, s. 58.